# Muzeum Cukrownictwa w Pszennie
Muzeum Cukrownictwa w Pszennie – muzeum, działające we wsi Pszenno (powiat świdnicki), położone na terenie cukrowni, należącej do koncernu Südzucker.
Placówka powstała w 2008 roku. Jej lokalizacja wynika z faktu, iż cukrownia w Pszennie położona jest najbliżej pierwszej cukrowni, założonej przez Franza Karla Acharda w 1802 roku w Konarach.
Ekspozycja muzealna poświęcona jest technikom produkcji cukru. W jej skład wchodzą wystawy poświęcone: historii cukrownictwa na ziemiach polskich, surowcom cukrowniczym, w tym przede wszystkim burakowi cukrowemu, technikom produkcji, badaniom laboratoryjnym oraz sposobom składowania i pakowania cukru. Całości dopełniają dokumenty, zdjęcia i obrazy, a także wyświetlane materiały audiowizualne. Wiele eksponatów pochodzi z I połowy XX wieku.

W ramach ekspozycji zrekonstruowano również gabinet dyrektora cukrowni z początku XX wieku. Natomiast na zewnątrz obiektu ustawione są maszyny i sprzęty służące do uprawny buraków (wirówki, pompy buraczane).
Muzeum jest obiektem całorocznym. Zwiedzanie indywidualne odbywa się w drugi wtorek miesiąca, natomiast zwiedzanie w grupach – po uprzednim uzgodnieniu. Wstęp jest wolny.